# Vloedbasalt
Een vloedbasalt, basaltvloed, plateaubasalt of trapp is een grootschalige vulkanische uitbarsting van basaltische lava's die grote stukken land of oceaanvloer bedekt. Vloedbasalten deden vulkanische vlakten ontstaan, grote gebieden bedekt met basalt. Deze gebieden kunnen grote plateaus vormen in het landschap.
Voorbeelden zijn:
- De Deccan Traps in India
- Het Kerguelenplateau in de Indische Oceaan
- Plateau van de Columbiarivier in de Verenigde Staten
- Siberische Trappen in Rusland
- Karoo-Ferrar in Zuidelijk Afrika en Antarctica

De grote vloedbasalten in Siberië worden geassocieerd met de Perm-Trias-massa-extinctie, de grootste massa-extinctie die de Aarde ooit gekend heeft. Deze vond plaats aan het einde van het Perm, op de overgang tussen de era's Paleozoïcum en Mesozoïcum (rond 251 miljoen jaar geleden).
De vorming van de Deccan Traps (65 miljoen jaar geleden) wordt soms geassocieerd met de massaextinctie die het einde van de dinosauriërs betekende op de overgang van het Krijt naar het Tertiair (K-T-overgang). De reden voor deze massaextinctie is volgens de meeste geleerden echter de Chicxulub-meteorietinslag.